# Serguéi Cherviakov
Serguéi Vasílievich Cherviakov –en ruso, Сергей Васильевич Червяков– (Lysva, URSS, 12 de enero de 1959) es un deportista soviético que compitió en esquí en la modalidad de combinada nórdica. Ganó una medalla de bronce en el Campeonato Mundial de Esquí Nórdico de 1987, en la prueba por equipo.

## Palmarés internacional
| Campeonato Mundial | Campeonato Mundial | Campeonato Mundial | Campeonato Mundial        |
| Año                | Lugar              | Medalla            | Prueba                    |
| ------------------ | ------------------ | ------------------ | ------------------------- |
| 1987               | Oberstdorf (RFA)   | Medalla de bronce  | TN + 3 × 10 km por equipo |